# SoftBank
SoftBank Group Corp. (ソフトバンク株式会社 Sofutobanku Kabushiki-gaisha?) este o companie japoneză de media și telecomunicații, cu sediul în Tokio, Japonia.

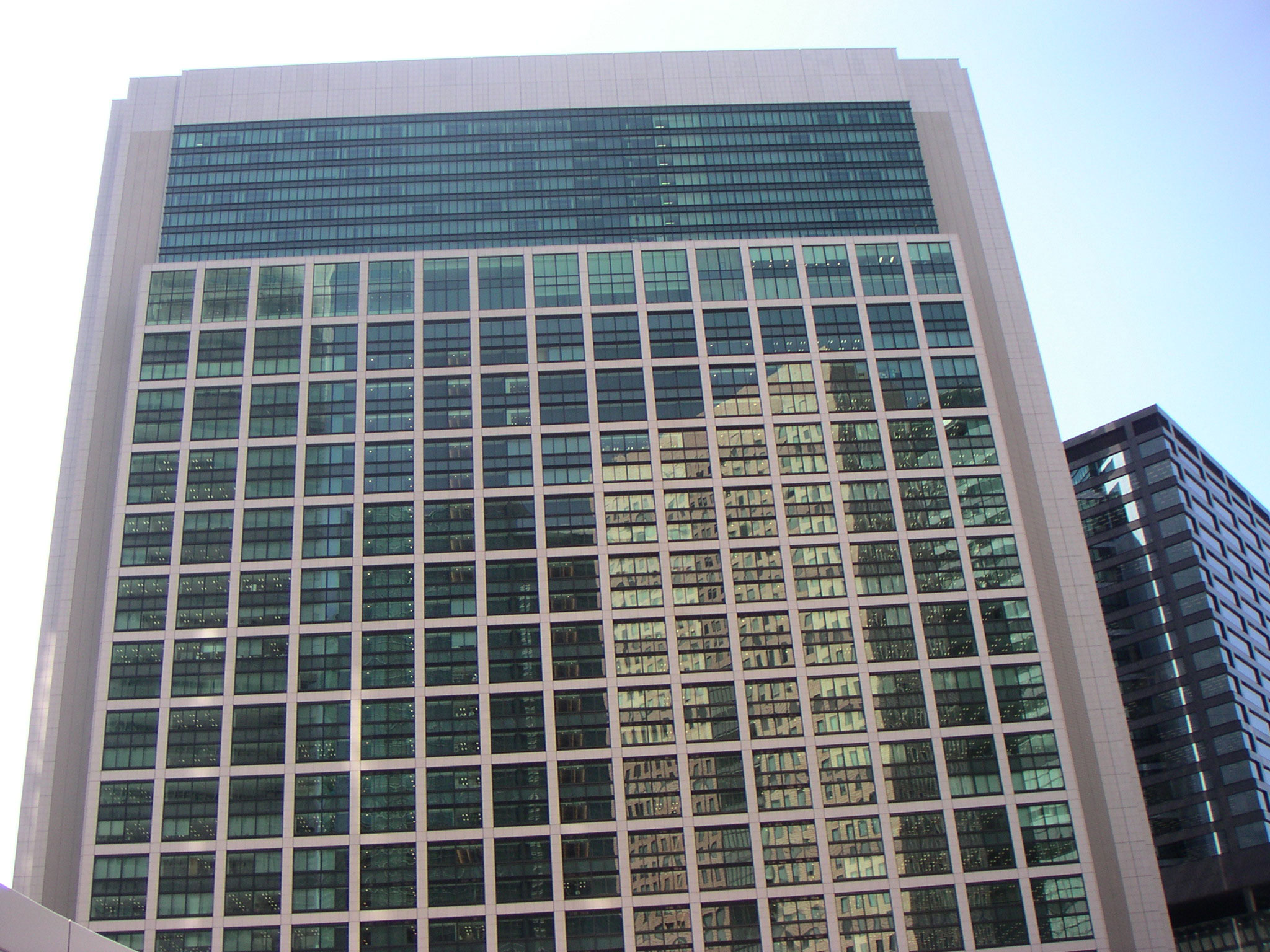
Sediul firmei SoftBank, Tokio

În 2011 era singurul operator de telefonie mobilă care vindea iPhone în Japonia.
În anul fiscal 2010 a avut un venit net de 96.716 milioane de yeni.
Din 2005 este proprietara echipei profesioniste de baseball „Fukuoka SoftBank Hawks”.